# Cabécou
El Cabécou (cabrito en idioma occitano) es un queso francés originario de las regiones de Quercy, Rouergue, Auvernia y Périgord.
Se trata de un queso hecho con leche de cabra, pequeño y con forma redonda (4 o 5 centímetros de diámetro por 1.5 de espesor). Con alto contenido en materia grasa (45%) no suele sobrepasar los 40 gramos de masa, que tiene un tacto tierno y cremoso y un sabor lechoso.
La pasta se presenta sin prensar ni cocer y la corteza es natural y fina.
El tiempo de envejecimiento va de 10 días a 4 semanas.
Entre los más famosos de los quesos Cabécou están los producidos en Quercy y Périgord con la AOC Rocamadour.